# Волусія (округ)
Шаблон:StateAbbr_ 29°04′ пн. ш. 81°08′ зх. д. / 29.07° пн. ш. 81.14° зх. д.
Волусія — округ на сході штату Флорида. Площа 2865 км².
Населення 494 593 особи (2010 рік).
Центр округу у місті Деланд.
Округ виділений 1854 року з округу Орандж.
Входить до агломерації Делтона-Дейтона-Біч, що входить до конурбації Великого Орландо.

## Галерея

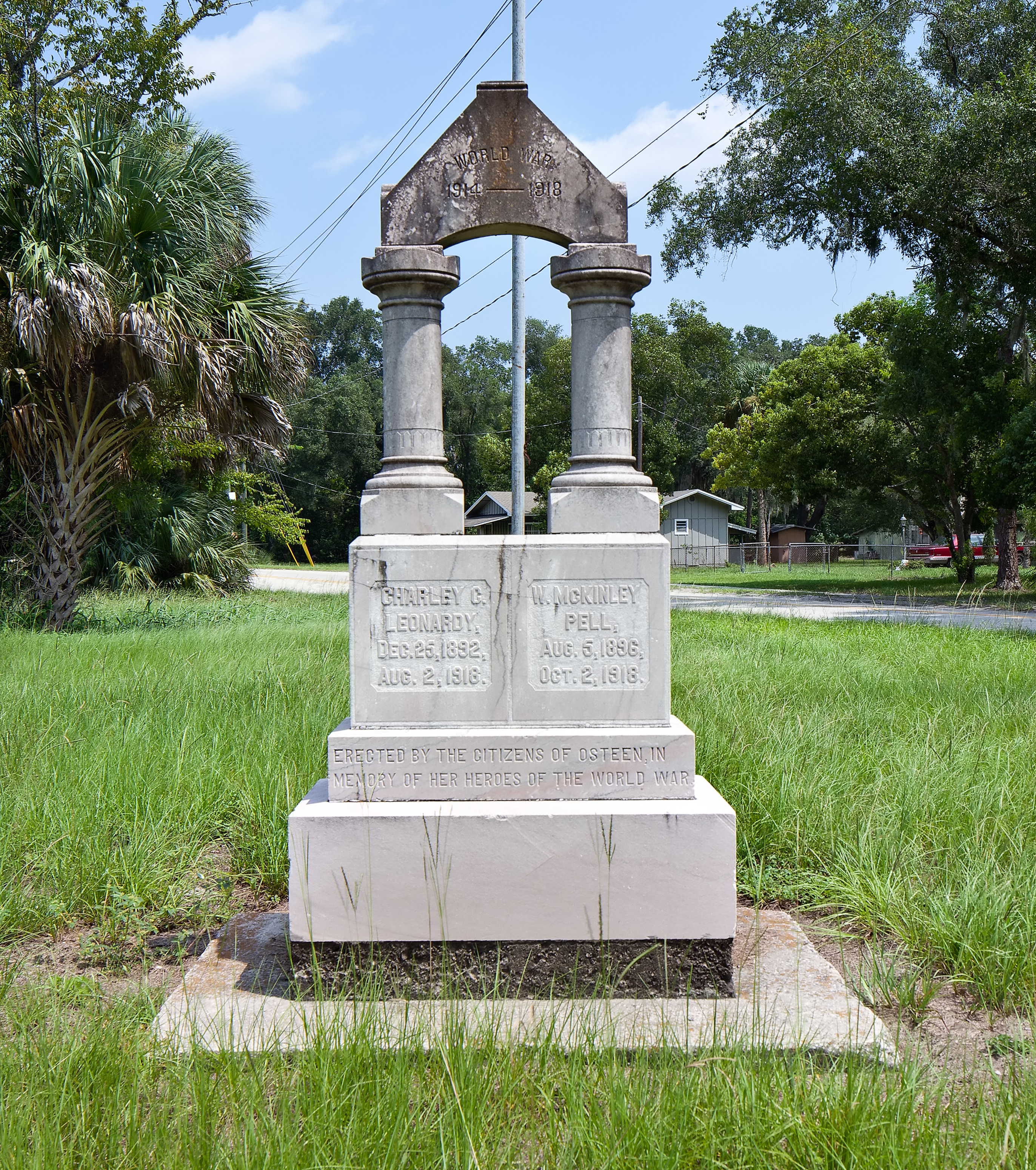
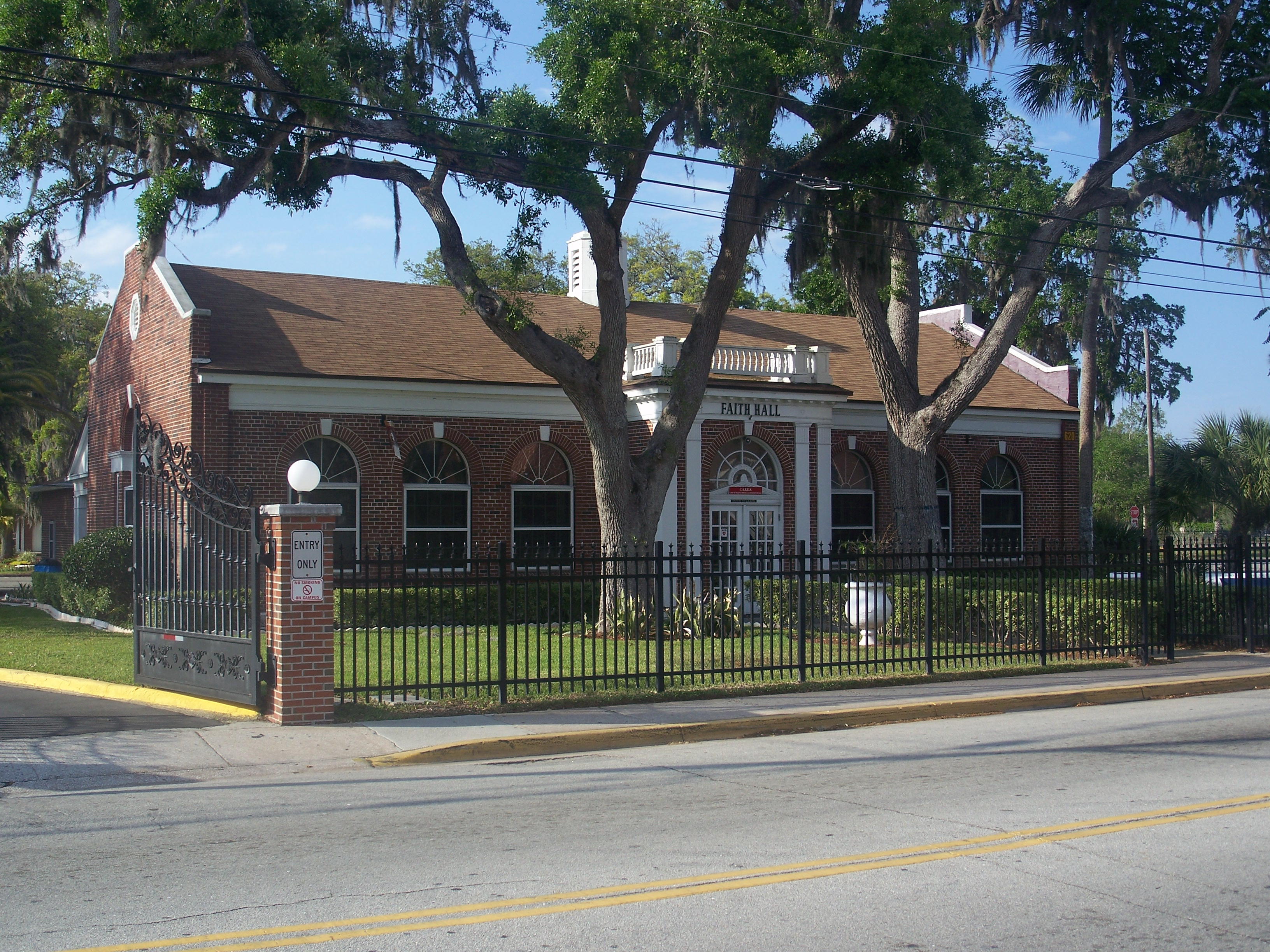
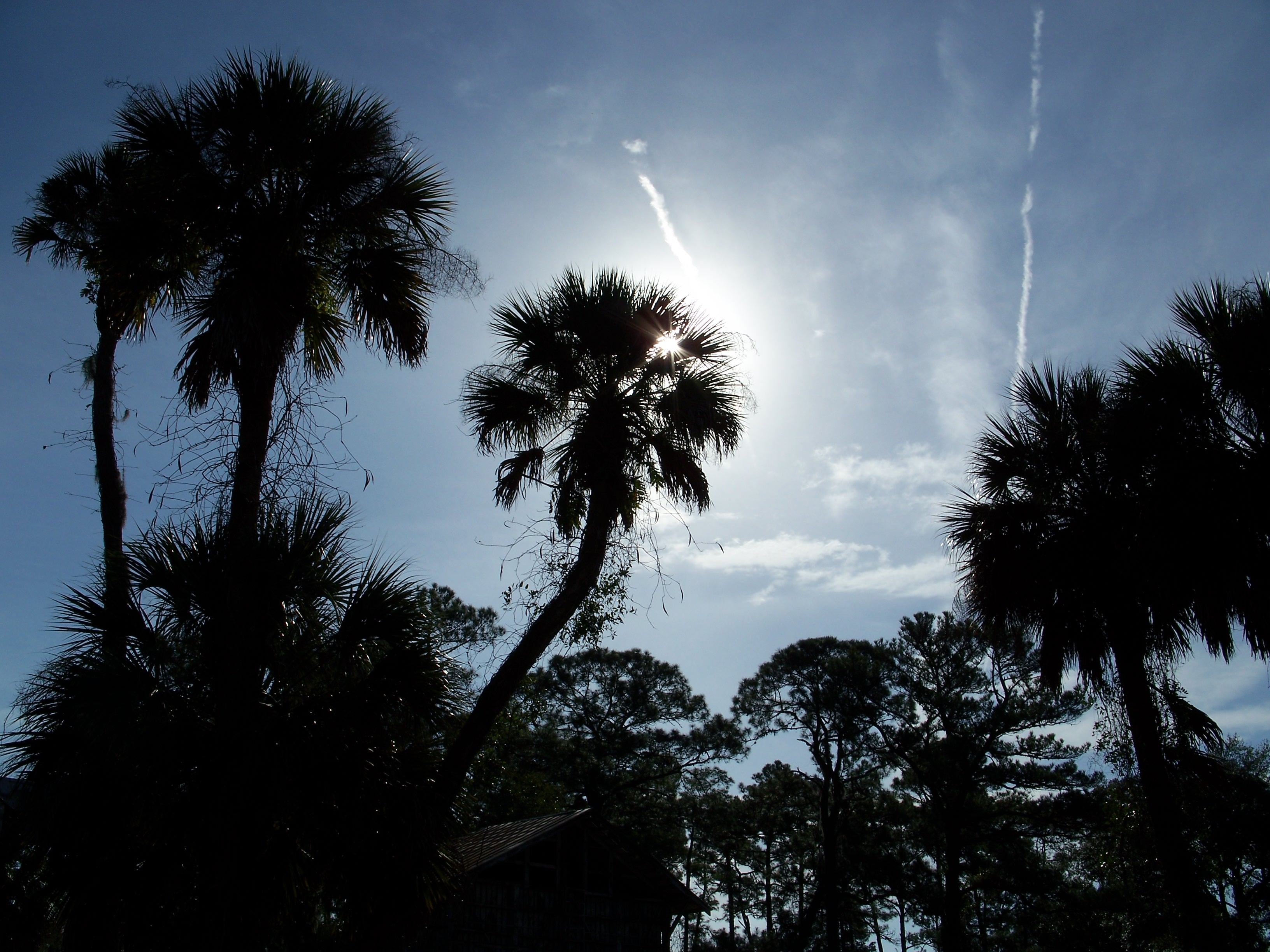